# Муренхаут, Жозеф
Жозеф Муренхаут (нидерл. Joseph Moerenhout 10 марта 1910, Lede, Восточная Фландрия — 10 марта 1966, Тилт, Западная Фландрия) — бельгийский профессиональный шоссейный велогонщик в 1932-1940 годах. Победитель многодневной велогонки Тур Бельгии (1935).

## Достижения
1933
3-й Stadsprijs Geraardsbergen
8-й Тур Бельгии — Генеральная классификация
1934
1-й Чемпионат Фландрии
1-й — Этап 2 Тур Бельгии
3-й Схелдепрейс
3-й Tour de l'Ouest — Генеральная классификация
1-й — Этап 4
3-й Льеж — Бастонь — Льеж
1935
1-й Тур Бельгии — Генеральная классификация
1-й — Этапы 3 и 6
3-й Circuit du Morbihan 
4-й Тур Фландрии
1937
10-й Флеш Валонь
1939
2-й Гран-при Зоттегема
8-й Тур Фландрии
1942
1-й Гран-при Франса Мелкебека
3-й À travers Paris
3-й Гран-при Валлонии
8-й Флеш Валонь
1943
7-й Тур Фландрии
10-й Флеш Валонь
1944
3-й Тур Фландрии
1945
2-й À travers Paris
3-й Льеж — Бастонь — Льеж
3-й Тур Фландрии
4-й Омлоп Хет Ниувсблад
1946
1-й Гран-при Франса Мелкебека

## Статистика выступлений

### Гранд-туры
| Гранд-тур                 | 1933 | 1934 | 1935 |
| ------------------------- | ---- | ---- | ---- |
| Джиро д’Италия            | —    | —    | —    |
| Тур де Франс              | НФ   | —    | НФ   |
| (c 2010 ) Вуэльта Испании | НП   | НП   | —    |

| —  | Не участвовал               |
| НП | Соревнование не проводилось |
| НФ | Не финишировал              |